# سیگنهاین
تسیگنهاین (به آلمانی: Ziegenhain) یک شهر در آلمان است که در راینلاند-فالتس واقع شده‌است.

## خصوصیات
تسیگنهاین ۱۳۴ نفر جمعیت دارد.